# Howick-Group-Nationalpark
Der Howick-Group-Nationalpark (engl.: Howick Group National Park) ist ein Nationalpark im Nordosten des australischen Bundesstaates Queensland.

## Lage
Er liegt 1.689 Kilometer nordwestlich von Brisbane und 90 Kilometer nördlich von Cooktown. Die Inseln liegen östlich des Jack-River- und des Cape-Melville-Nationalparks auf dem Festlandsockel in der Korallensee.
Etwas südlicher liegen die Nationalparks Turtle Group und Lizard Island.

## Geländeformen
Es gibt vier größere Inseln, die Hauptinsel Howick Island (Lizard Island), sowie Berwick Island, Houghton Island und Murdoch Island. Um diese Inseln herum liegen etliche kleinere Inseln. Die Inseln sind zum Teil felsig und mit tropischem Regenwald bewachsen.